# Torre Caja Madrid

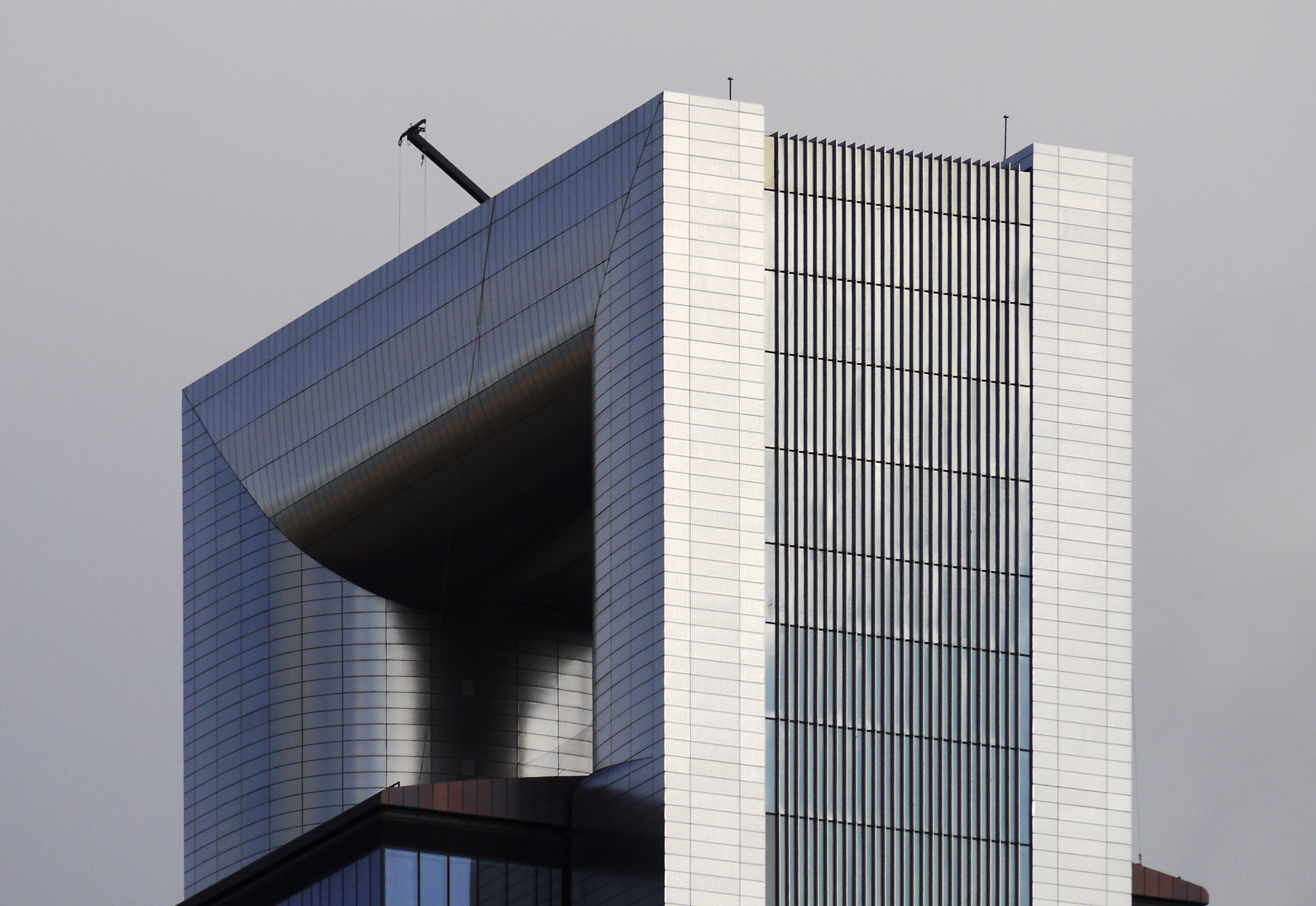
Närbild av byggnadens toppdel

Torre Caja Madrid är en skyskrapa i Cuatro Torres Business Area i Madrid, Spanien. Med sina 250 meter och 45 våningar är den Spaniens högsta byggnad, endast 89 cm högre än Torre de Cristal i samma område.